# The Best – Królewski poker
The Best - Królewski poker – album kompilacyjny zespołu Mech wydany w 2005 roku nakładem  Agencji Artystycznej MTJ.
Foto: Andrzej Tyszko. Projekt graficzny: Anna Stępniak. Utrzymany jest w stylistyce rocka. 

## Lista utworów
źródło
1. "Czy to możliwe" – 3:20
2. "Królewski poker" – 5:46
3. "Tasmania" – 4:12
4. "Spokojnie to minie" – 3:58
5. "Bluffmania" – 4:52
6. "TV Super Star" – 3:50
7. "Brudna muzyka" – 3:43
8. "Cztery ściany" – 5:15
9. "Popłoch" – 4:31
10. "Maszyna" – 3:14
11. "Elektryczna kokieteria" – 3:53
12. "Samosierra" – 4:00
13. "Dzida" – 5:21
14. "Piłem z diabłem Bruderschaft" – 6:38